# S.O.S. York!
S.O.S. York! (Das Totenschiff) è un film tedesco del 1959 diretto da Georg Tressler, basato sul romanzo La nave morta di B. Traven.

## Trama
Philip, un giovane marinaio, viene derubato dei documenti e per questo non può più imbarcarsi. Parte lo stesso per Marsiglia sperando in un nuovo ingaggio ma durante il viaggio si innamora di Mylene. Finalmente arriva il tanto sperato ingaggio e parte per mare. La nave purtroppo fa naufragio e solo lui ad un altro marinaio riescono a salvarsi su di una zattera. L'amico si lascia annegare mentre lui continua a sognare la ragazza.